# Sacro Monte di Ghiffa

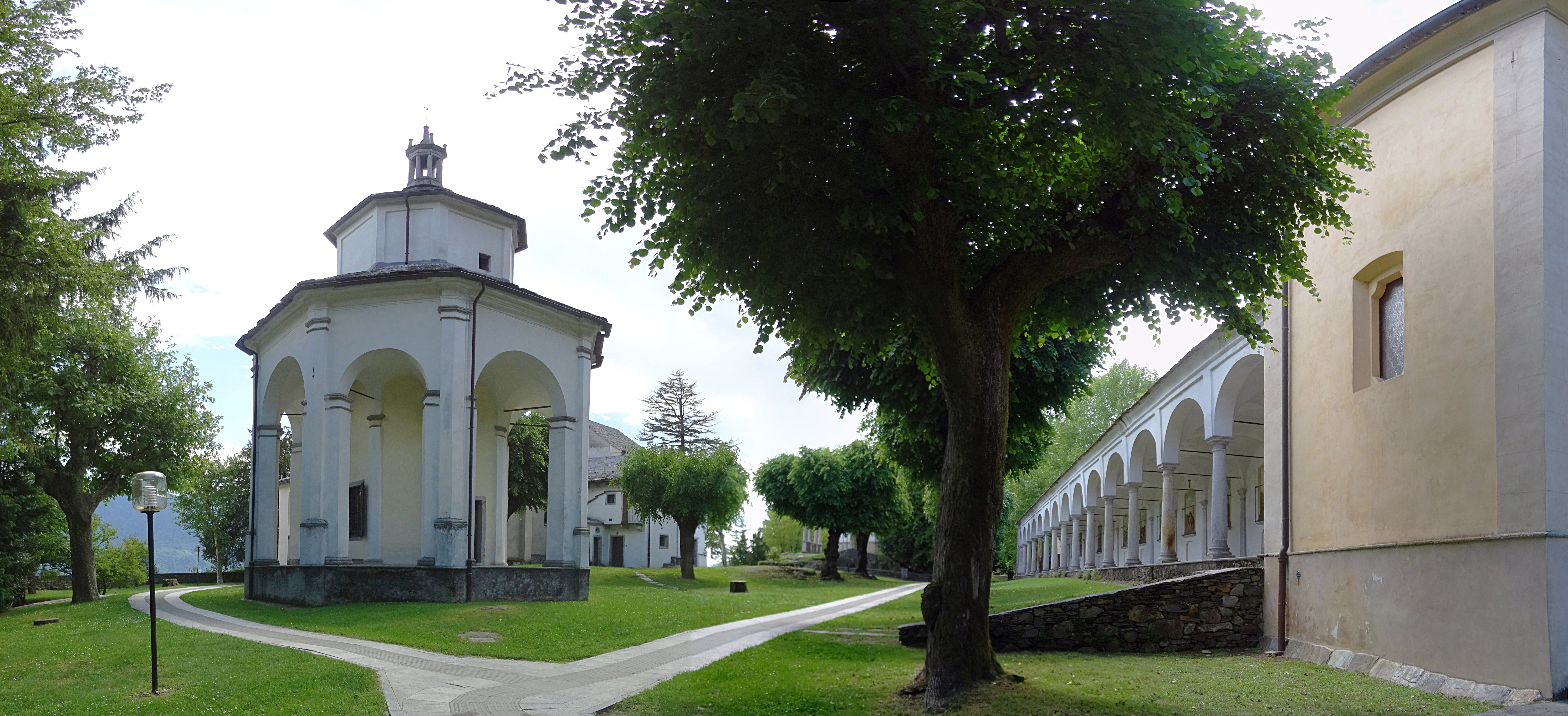
Kapelle Johannes’ des Täufers und Kreuzweg

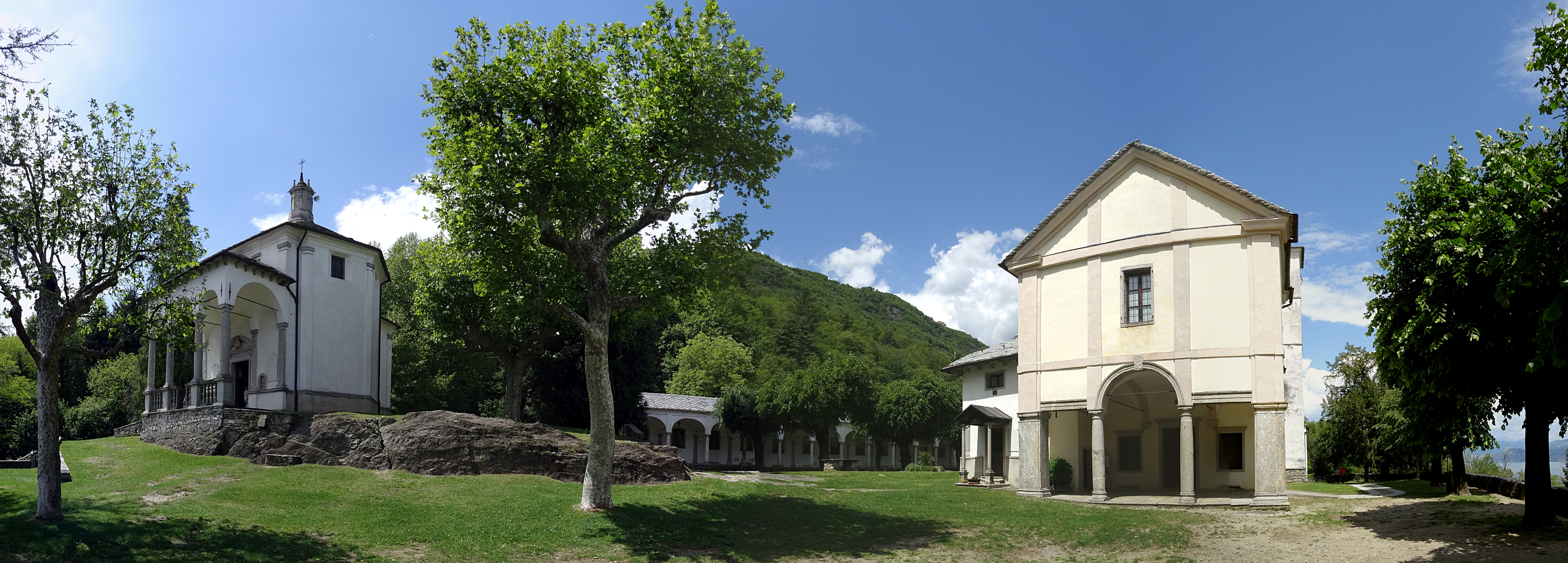
Kapelle der Marienkrönung und Heiligtum der Dreifaltigkeit

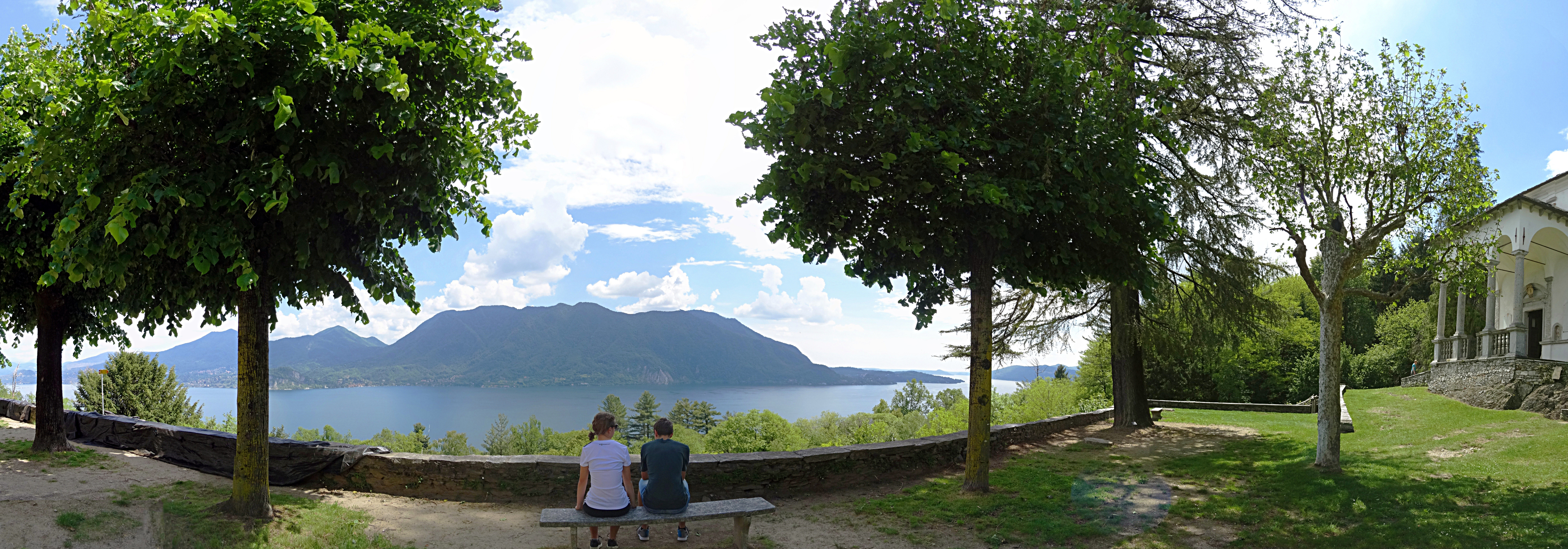
Wallfahrtsort Sacro Monte di Ghiffa

Der Sacro Monte di Ghiffa ist ein Wallfahrtsort oberhalb Ghiffa am Lago Maggiore in Italien und gehört zur Gruppe der präalpinen Sacri Monti, die 2003 in die Liste des Weltkulturerbes aufgenommen wurden. Ende des 16. bis Mitte des 17. Jahrhunderts wurde ein Plan für die Erweiterung einer alten Gebetsstätte ausgearbeitet, die der allerheiligsten Dreifaltigkeit geweiht war. Weitere Baumaßnahmen wurden ab der Mitte des 17. bis zum 18. Jahrhundert ausgeführt. Der Sacro Monte di Ghiffa umfasst neben der Wallfahrtskirche drei Kapellen, in denen biblische Szenen dargestellt sind, und den Laubengang eines Kreuzweges.

## Geschichte

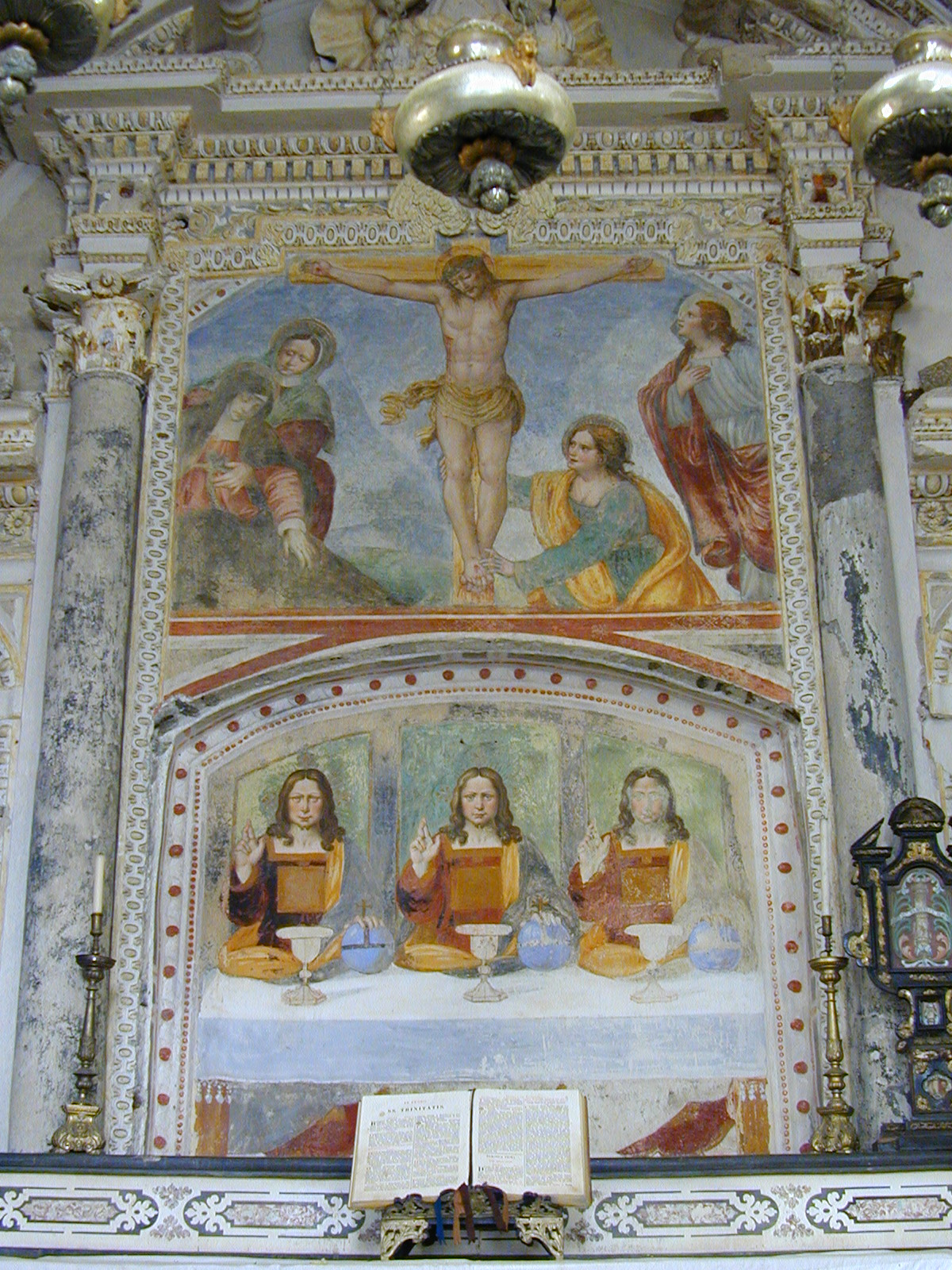
Altarbild der Wallfahrtskirche

Der Sacro Monte di Ghiffa liegt an den waldigen Hängen des Monte Cargiago (788 m) oberhalb des Ortes Ghiffa in 375 m Höhe und bietet Aussicht auf den Lago Maggiore. Überlieferungen zufolge soll bereits im 4. Jahrhundert, zur Zeit der Evangelisierung durch die hl. Julius und Julian, eine Kapelle an dem Ort gestanden haben. Historisch nachgewiesen ist das Vorhandensein eines romanischen Oratoriums aus dem 12. oder 13. Jahrhundert. Die Stätte wurde im Lauf der Zeit erweitert, um dem wachsenden Zustrom der Gläubigen Herr zu werden. Das erste historische Dokument, das eine Kirche erwähnt, stammt von 1591; es wurde bei der Visitation des damaligen Bischofs von Novara, Monsignore Cesare Speciano, abgefasst. Aus der Beschreibung der Kirche, die der allerheiligsten Dreieinigkeit geweiht war, lässt sich schließen, dass sie dem Raum entsprach, den das erste Joch der jetzigen Wallfahrtskirche einnimmt. Über dem Altar befand sich ein noch vorhandenes Fresko mit dem dreimal wiederholten Bild Christi an einem Tisch: ein Dreieinigkeitssymbol, das „drei gleiche und unterschiedliche Personen“ evoziert. Dieses Bild, dem wundertätige Kräfte beigemessen werden, genießt eine große Verehrung. Das Oratorium stand wahrscheinlich bereits unter dem Schutz des alten Ordens der Trinitarier, die sich besonders der Verehrung der Allerheiligsten Dreifaltigkeit einsetzten.
Der Bau einer neuen Wallfahrtsstätte erfolgte von 1605 bis 1617, als mit Spenden der Bevölkerung der Hauptkörper des Gebäudes gebaut wurde. Das Projekt stand unter der Schirmherrschaft des Bischofs von Novara, Carlo Bascapè, der sich besonders für die Sacri Monti einsetzte. Zwischen 1646 und 1659 wurden der Glockenturm errichtet und die Kirche fertiggestellt. In derselben Zeit begann man mit dem Bau der Kapellen., darunter die der Krönung der Jungfrau Maria im Himmel (1647), die Kapelle Johannes’ des Täufers (1659) und die Kapelle des Stammvaters Abraham (1703–1722). 1752 wurde der Wallfahrtsstätte ein Laubengang mit 14 Bogen zur Betrachtung der Stationen des Kreuzwegs errichtet. Wenige Jahre schloss man diesen Laubengang an der Nordseite mit dem Bau einer Kapelle ab, die der schmerzensreichen Mutter geweiht war. Die Darstellungen des Kreuzweges unter dem Laubengang stammen aus dem Jahr 1930 und ersetzten die mittlerweile verblichenen Fresken aus dem 19. Jahrhundert.
Im Lauf des 18. Jahrhunderts entstand an einer Seite der Kirche das „Haus des Klausners“ (Casa del Romito), eine bescheidene Wohnung für den Ordenspriester der Trinitarier, der die Wallfahrtsstätte betreute. Das Haus wurde 1929 mit einer Statue des Christus im Garten von Gethsemane in eine Kapelle umgewandelt.
Im Lauf des 19. Jahrhunderts verfiel die Wallfahrtsstätte allmählich, bis die Gemeindeverwaltung von Ghiffa 1985 ein Projekt zur Restaurierung und Aufwertung bewilligte. Nach einer Vereinbarung mit der Region Piemont wurde das Sondernaturschutzgebiet des Sacro Monte der allerheiligsten Dreieinigkeit geschaffen. 1988 wurde ein Plan zur Restaurierung der Gebäude und ihrer Einrichtungen verabschiedet. Durch dieses Projekt wurde 2003 die Aufnahme ins UNESCO-Welterbe ermöglicht.

## Architektur und Ausstattung

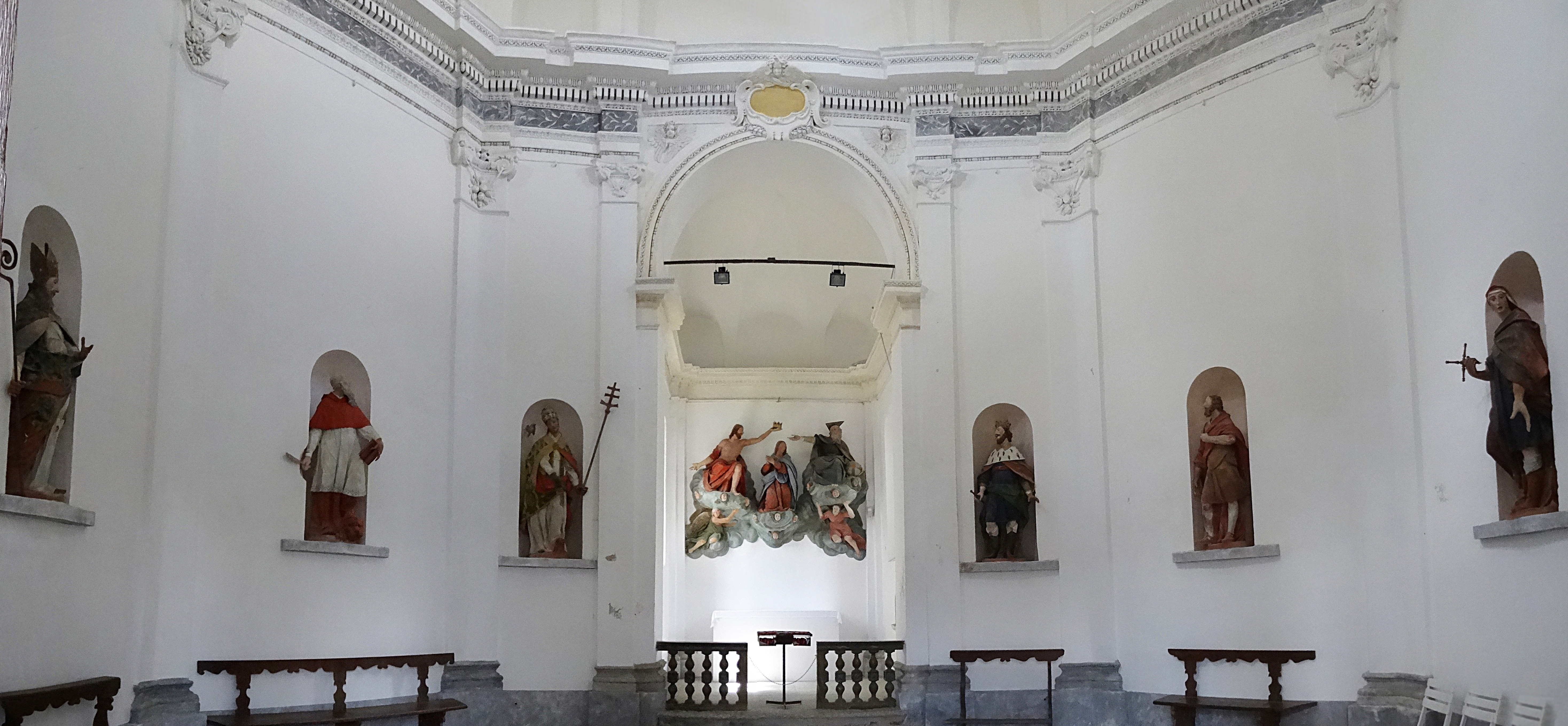
Kapelle der Krönung der Jungfrau Maria

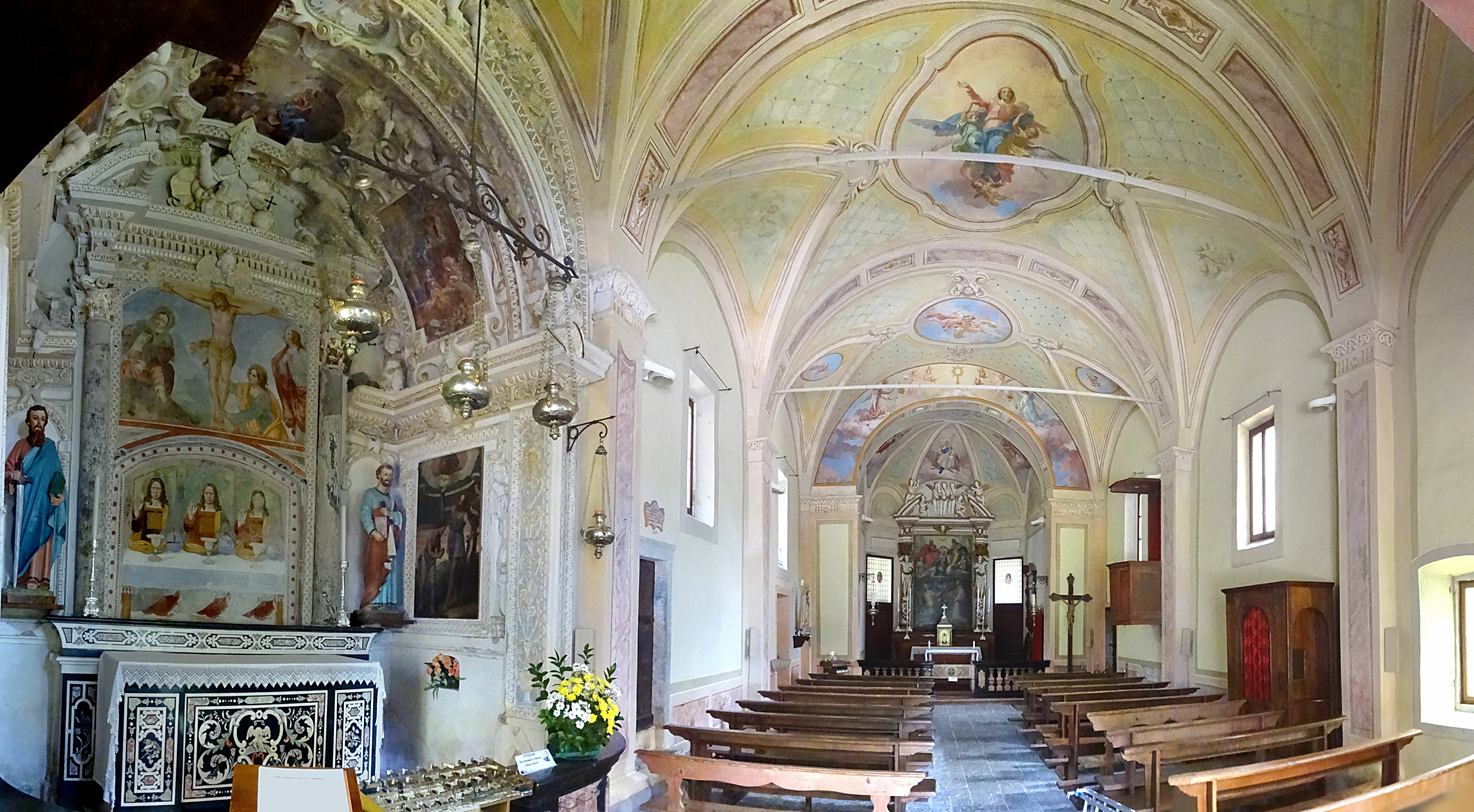
Heiligtum der Dreifaltigkeit, Innenraum-Panorama

Zum Ausgleich der Strenge der Wallfahrtsstätte tragen der Laubengang des Kreuzwegs und vor allem die beiden Barockkapellen mit achteckigem Grundriss bei, die sich am Platz erheben. Es handelt sich um die Kapelle der Krönung der Jungfrau Maria mit einer Vorhalle, die sich auf einem Felsen erhebt, und um die Kapelle Johannes’ des Täufers mit dem ringförmigen Laubengang. Die Abrahamskapelle, die etwa hundert Meter weiter unten liegt, hat einen kreuzförmigen Grundriss. Bei den Terrakottastatuen in den Kapellen handelt es sich vermutlich um Arbeiten lokaler Handwerker.
Die Krönung der Jungfrau Maria im Himmel wird von Engelsfiguren umrahmt, die Christus und Gott Vater tragen. In acht Wandnischen ringsum finden sich Statuen von Jesaja, die Hanna, der hll. Gregor, Hieronymus, Augustinus, Thomas von Aquin, des Propheten Daniel und des Königs David.
In der Kapelle Johannes’ des Täufers befinden sich zwei Statuen, die die Taufe Jesu darstellen. 
In der dritten Kapelle wird das Gastmahl Abrahams mit drei Engeln dargestellt, das der hl. Augustinus als Abbild des Mysteriums der Dreieinigkeit auslegte (Tres vidit, unum adoravit). Diese Kapelle verweist direkt auf das ikonographische Thema des Sacro Monte di Ghiffa.

## Naturschutzgebiet
Das von der Region Piemont verwaltete Sondernaturschutzgebiet des Sacro Monte der hl. Dreieinigkeit von Ghiffa erstreckt sich über die Hänge des Monte Cargiago vom Ortsteil Ronco bis zum Gipfel und hat eine Waldfläche von ca. 200 Hektar. Zahlreiche Pfade führen durch das Naturschutzgebiet, wobei man auch auf einige charakteristische Votivkapellen trifft.
Der Wald oberhalb des Sacro Monte besteht als Ergebnis jüngerer Aufforstungen vorwiegend aus Waldkiefern und Weymouthskiefern und einem halbnatürlichen Habitat aus Esskastanien und Stieleichen, das sich über das ganze Schutzgebiet erstreckt. Nach oben hin, wo die Felsen zutage treten, erscheinen andere Eichenarten: Flaumeichen und Traubeneichen. In der Nähe von Geländeeinschnitten und Wasserläufen herrschen Erlen (Schwarz- und Grau-Erlen) vor.

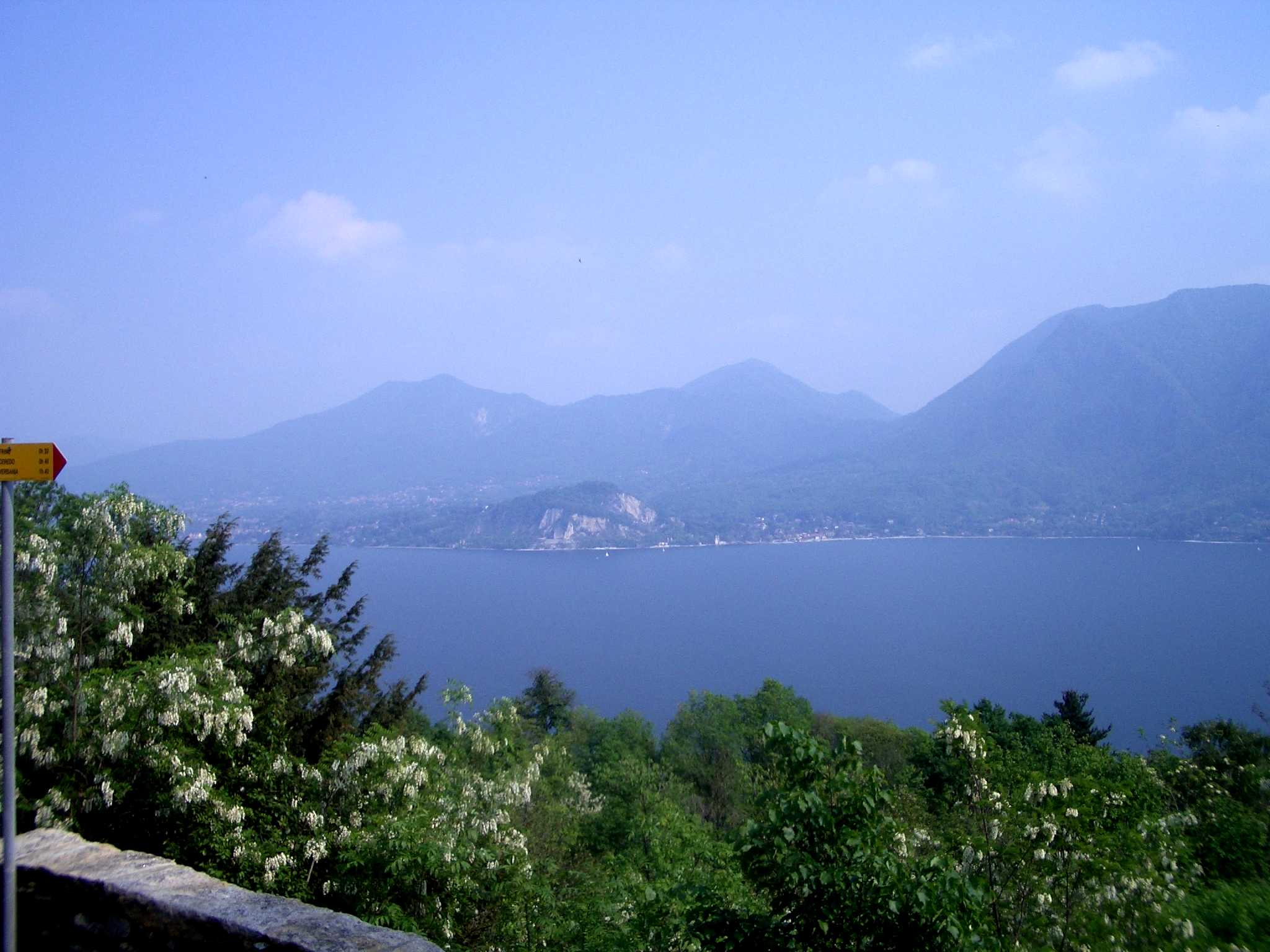
Lago Maggiore
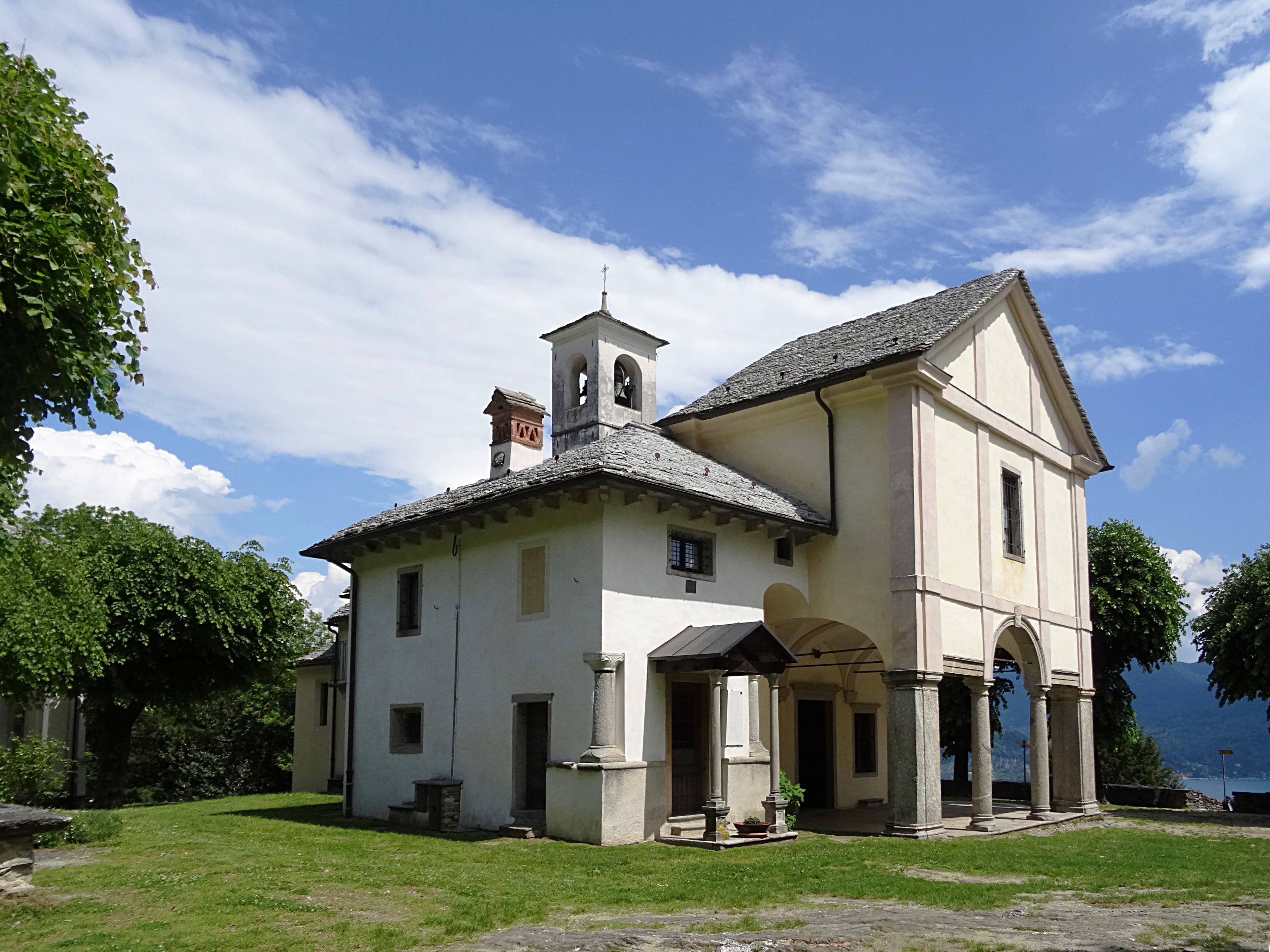
Wallfahrtskirche der Dreifaltigkeit
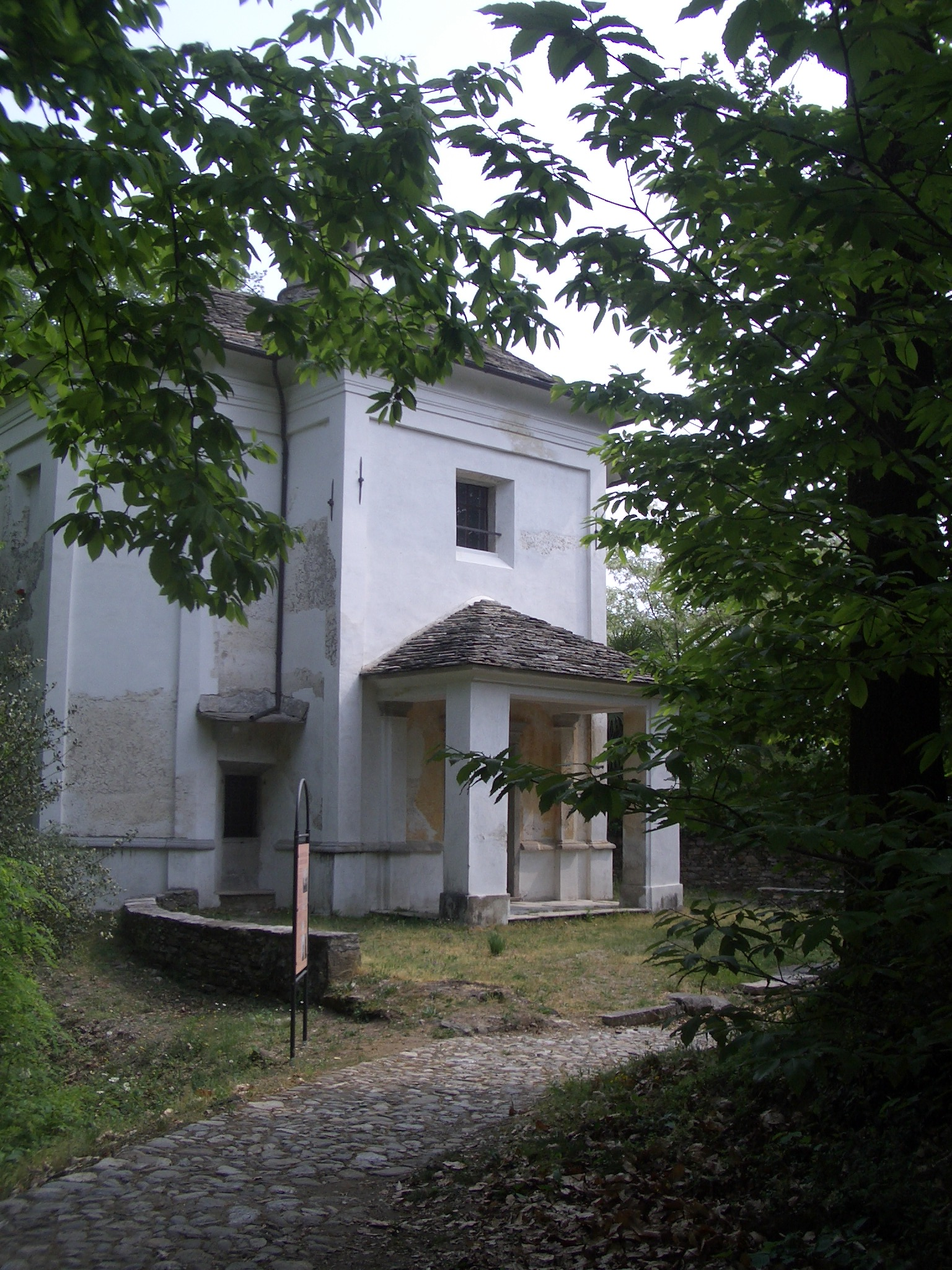
Abrahamskapelle
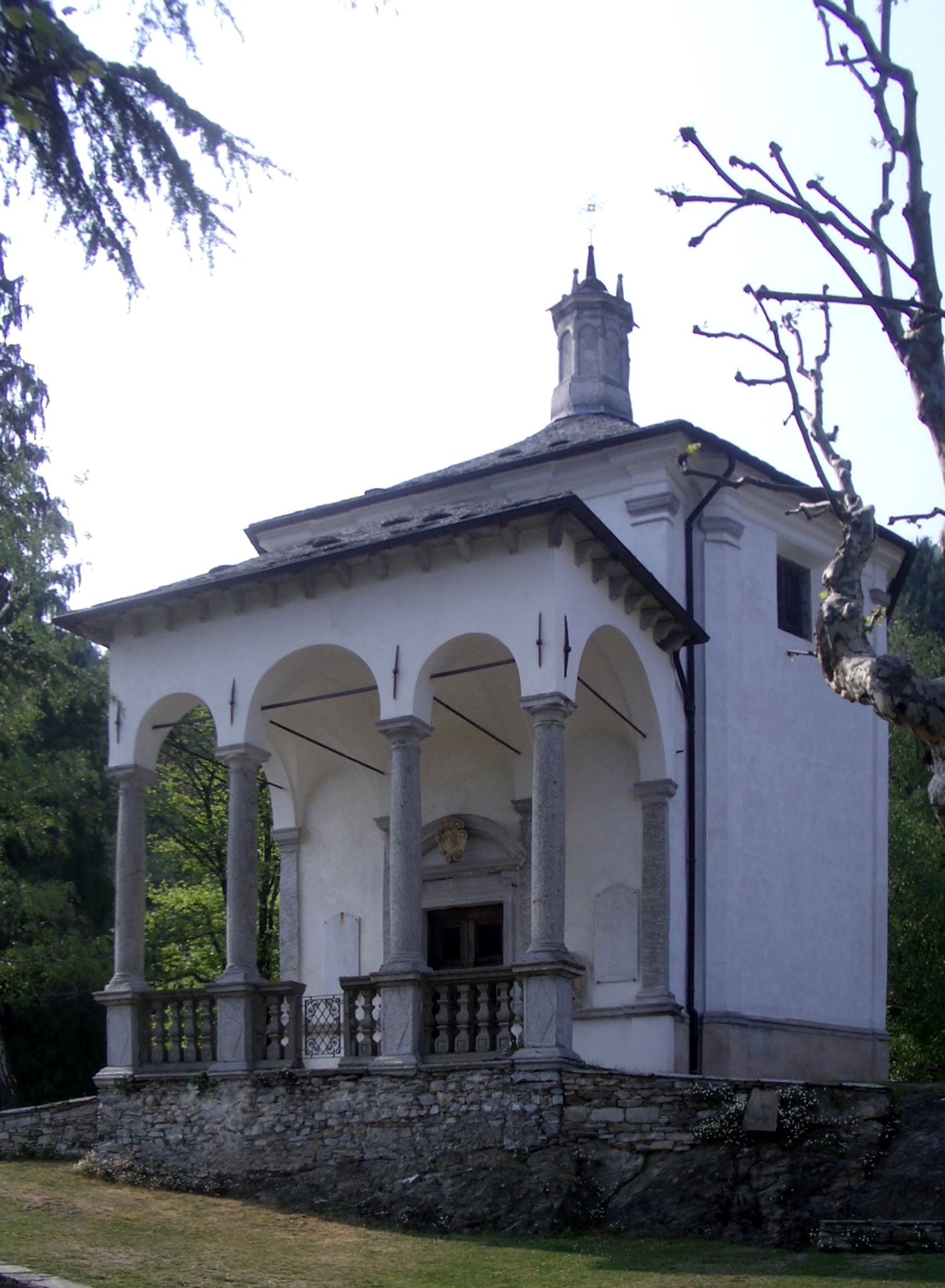
Kapelle der Krönung der Jungfrau Maria im Himmel
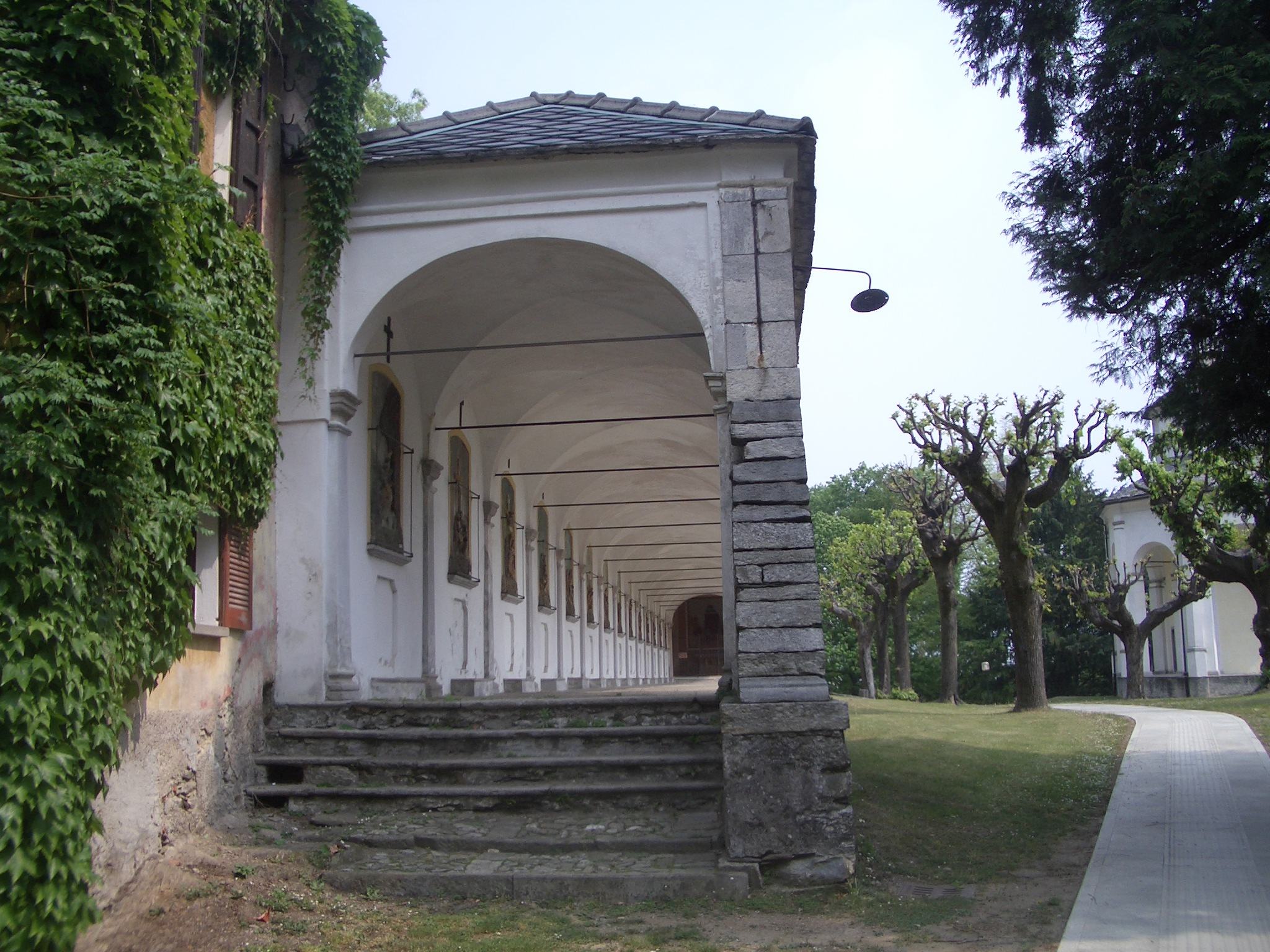
Kreuzweg im Laubengang
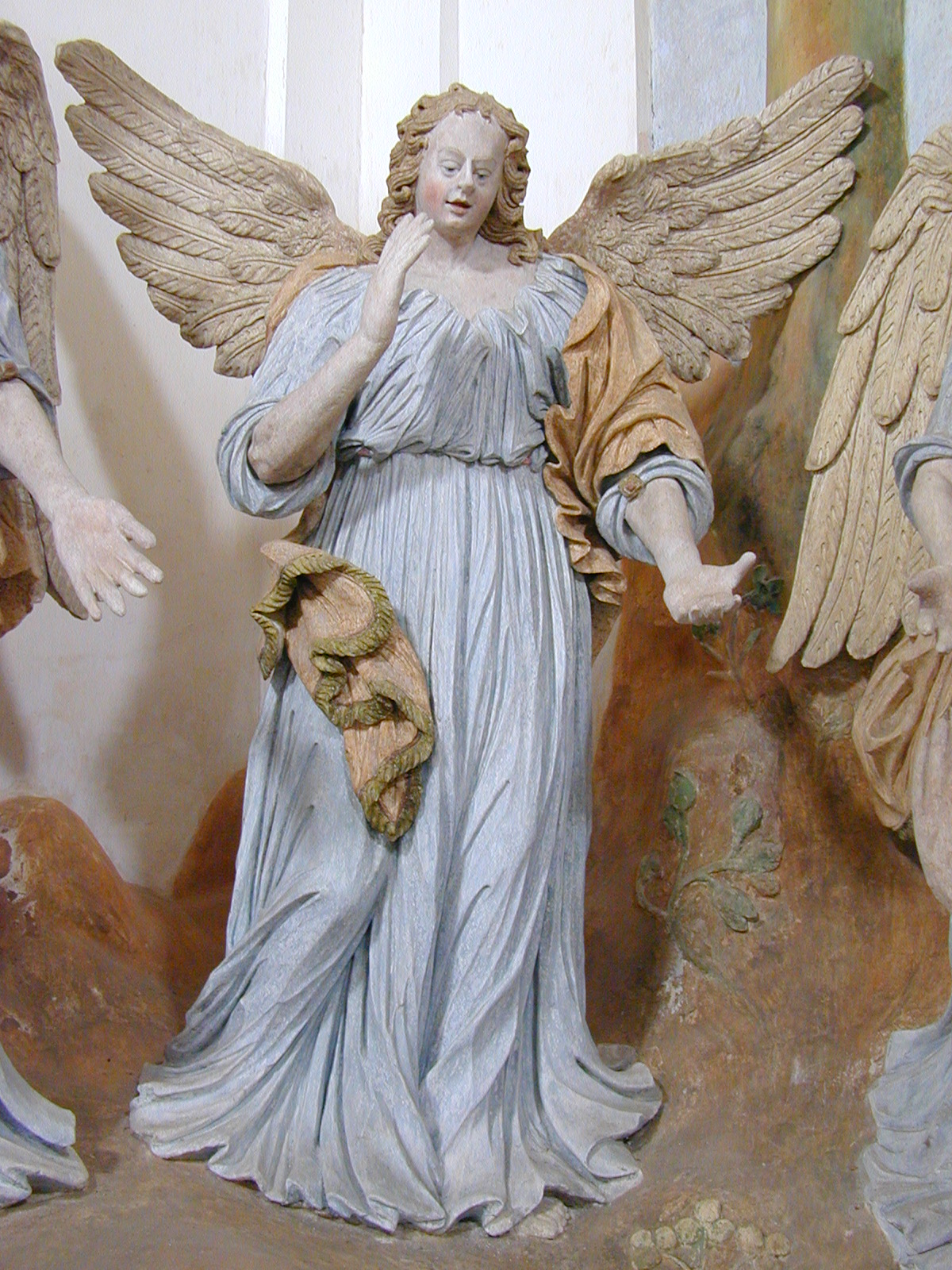
Engel beim Gastmahl Abrahams
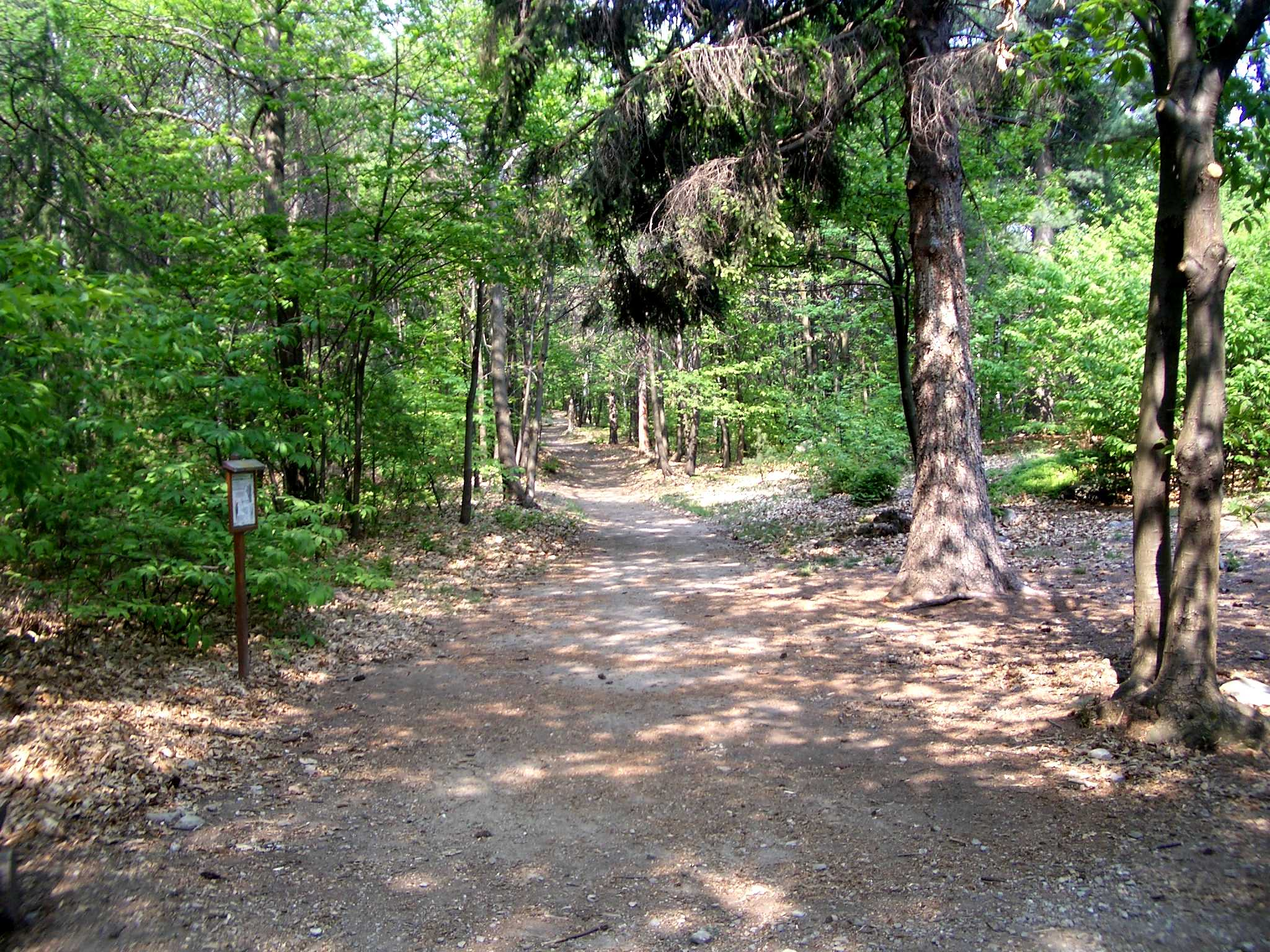
Weg im Naturschutzgebiet

## Bibliographie
- AA.VV., Sacro Monte di Ghiffa. Arte e storia della SS. Trinità, Milano, 2000
- AA.VV., L'iconografia della SS. Trinità nel Sacro Monte di Ghiffa. Contesto e confronti, Ente di gestione della Riserva Naturale Speciale del Sacro Monte della SS. Trinità di Giffa, 2008